# 조성근 (1876년)
조성근(趙性根, 1876년 음력 3월 12일 ~ 1938년 양력 5월 15일)은 대한제국과 일제강점기의 무관 군인(武官 軍人)으로, 아명(兒名)은 조희범(趙羲範)이다. 일본군 장성과 조선총독부 중추원 참의를 지낸 그는 농화학자 조백현(趙伯顯)의 아버지이며 사학자 이병도(李丙燾)의 장인이다.

## 생애

### 조선 후기
원적지는 한성부이다. 1893년에 무과에 급제하여 훈련대에서 근무하다가 1895년에 관비유학을 명 받아 일본으로 떠났다. 당시 계급은 부위였다. 일본으로 간 이듬해에 귀국 명령이 떨어졌으나, 조성근은 명령에 불복종하고 돌아오지 않았다. 1897년에 일본육군사관학교를 졸업했으며, 대한제국 정부는 당초 징계를 내렸다가 이를 취소했다.
대한제국 군대의 부위로 재임용된 조성근은 다시 일본 유학을 다녀와 대한제국 육군무관학교 교관 등으로 근무했다. 1900년에는 대한제국 육군 정위로 승진했고, 1904년 러일 전쟁이 발발하자 일본군 접대위원을 맡았다. 1904년에 보병 참령, 1905년에는 보병 부령이 되었으며, 육군연성학교 교관을 지냈다. 1906년에는 의친왕을 수행하여 일본으로 가서 일본 정부로부터 훈4등 욱일장을 받기도 했다.
1906년에 보병 정령으로 승진함과 동시에 무관학교 교장직에 올랐다. 1907년 대한제국 군대 해산을 앞두고 육군 참장이 되었으며, 군부 참모국장과 군무국장 서리에 임명되었다. 군대 해산 후에는 군무국장과 친위부 무관을 지냈다. 일본 정부는 1908년에 조성근이 러일 전쟁 때 병참 업무에 세운 공로를 인정하여 700원을 은사금으로 수여했다.

### 일제 강점기
1910년 한일 병합 조약이 체결되면서 조선주차군사령부 소속을 명받았다. 1920년에 일본 제국 육군 소장, 1928년에는 중장에 올랐다. 1931년 전역하면서 일본 정부로부터 특별상여액 1,840원과 퇴직특별사금과 수당액으로 11,971원이라는 거액을 받았다.
은퇴한 뒤에도 각종 관변 단체에서 활발히 활동했다. 만주사변이 발생하자 일본군의 중국 침략을 옹호했으며, 1931년 말에는 만몽재주동포협의회라는 단체를 설립해 위원장을 맡았다. 1933년에 군국주의 성격이 강한 경성국방의회 부회장이 되었으며, 1934년에는 '대아시아주의'를 주창하여 곧 있을 중국 침략에 이념적으로 대비한 단체인 조선대아세아협회의 준비위원, 1937년에는 중일 전쟁 지원을 위한 여성 단체 애국금차회의 발기인을 맡았다.
1932년에 이봉창이 히로히토를 겨냥해 폭탄을 투척하는 사건이 일어났을 때, 곧바로 여러 유력 인사들과 회합을 갖고 일본 내각 및 조선총독부에 사죄의 의사를 표시한 뒤 자체 근신하기로 결의한 일도 있다. 1936년에는 최린이 주도하여 조선에도 징병제를 실시해달라는 운동을 벌였을 때 앞장서 발기인이 되었다. 중일 전쟁 발발 후 징병제와 지원병제가 실시되자 이를 공개적으로 환영하며 감격해 하는 등 병력 동원에 적극 참여했다.
1933년에 총독부 자문 기관인 중추원의 참의로 임명되었다. 중추원 참의로 두 번째 임기 재직 중이던 1938년에 사망했다.
일본 정부로부터 1912년에 한국병합기념장을 수여받았으며, 1915년 다이쇼대례기념장, 1920년 훈3등 서보장과 종군기장, 1928년 훈2등 서보장과 쇼와대례기념장을 차례로 받았다. 1935년에도 다년간 근무 성적이 우수하다 하여 은배를 받은 일이 있다.

## 사후
2002년 공개된 친일파 708인 명단 중 중추원 부문에 선정되었다. 2008년에 민족문제연구소가 정리한 친일인명사전 수록예정자 명단 중에서는 중추원과 군의 두 부문에 포함되었다. 2007년 대한민국 친일반민족행위진상규명위원회가 발표한 친일반민족행위 195인 명단 군인 부문에도 들어 있다.

## 같이 보기
- 일본육군사관학교
- 조선총독부 중추원
- 이병도

## 참고 자료
- 친일반민족행위진상규명위원회 (2007년 12월). 〈조성근〉 (PDF). 《2007년도 조사보고서 II - 친일반민족행위결정이유서》. 서울. 1303~1319쪽쪽. 발간등록번호 11-1560010-0000002-10. [깨진 링크(과거 내용 찾기)]